# Peter von Hofmann
Peter svobodný pán von Hofmann (10. června 1865 Vídeň – 8. května 1923 Vídeň) byl rakousko-uherský generál a vojevůdce za první světové války. Od mládí sloužil u různých jednotek pěchoty, později byl důstojníkem generálního štábu a několik let sekčním šéfem na ministerstvu války. Za první světové války se jako velitel armádního sboru vyznamenal dobytím Užockého průsmyku na východní frontě. Za zásluhy získal prestižní Vojenský řád Marie Terezie a byl povýšen na barona (1917). V c. k. armádě dosáhl v roce 1918 generála pěchoty, po rozpadu monarchie byl v roce 1919 penzionován.

## Životopis

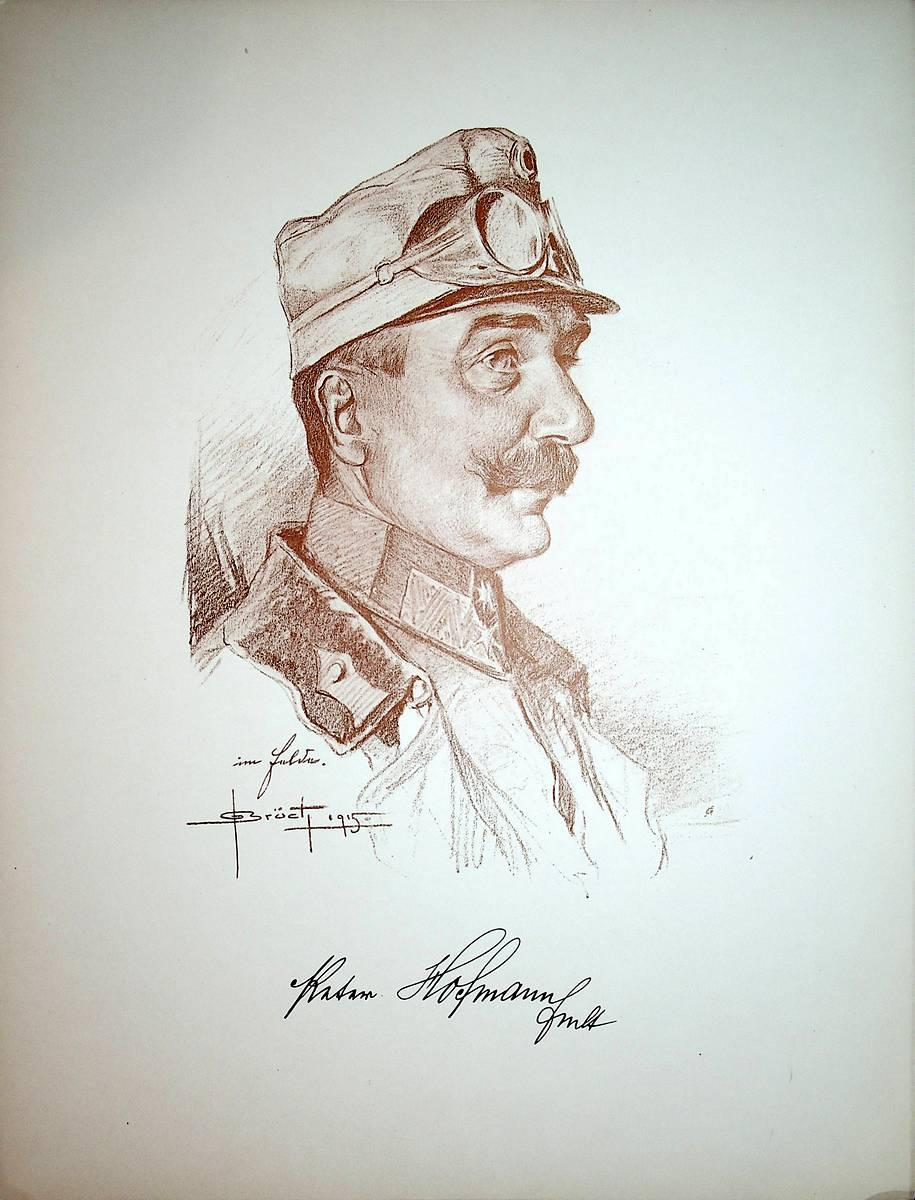
Peter von Hofmann

Pocházel z rodiny důstojníka, první vojenskou průpravu získal na jezdecké kadetní škole v Hranicích, v letech 1881–1884 studoval na Tereziánské vojenské akademii ve Vídeňském Novém Městě. Do armády vstoupil v roce 1884 jako poručík u 34. pěšího pluku v Levoči. V letech 1887–1889 si doplnil vzdělání na Válečné škole (K.u.k. Kriegsschule) ve Vídni a v hodnosti nadporučíka (1889) byl zařazen do sboru důstojníků generálního štábu. Poté sloužil ve Vídni u 50. pěchotní brigády a jako štábní důstojník byl v roce 1892 přidělen ke 4. armádnímu sboru v Budapešti. V letech 1894–1899 působil přímo na generálním štábu, kde působil u Centrálního válečného archivu a později v oddělení vojenských dějin. a mezitím postupoval v hodnostech (kapitán 1892, major 1898). V letech 1899–1904 byl šéfem štábu 14. pěší divize v Prešpurku a v roce 1902 byl povýšen na podplukovníka. Od roku 1904 byl velitelem pěšího pluku č. 7 ve Štýrském Hradci a v roce 1905 dosáhl hodnosti plukovníka. O rok později byl přeložen jako velitel 47. pěšího pluku do Gorice. V letech 1908–1911 zastával funkci sekčního šéfa I. oddělení na ministerstvu války.

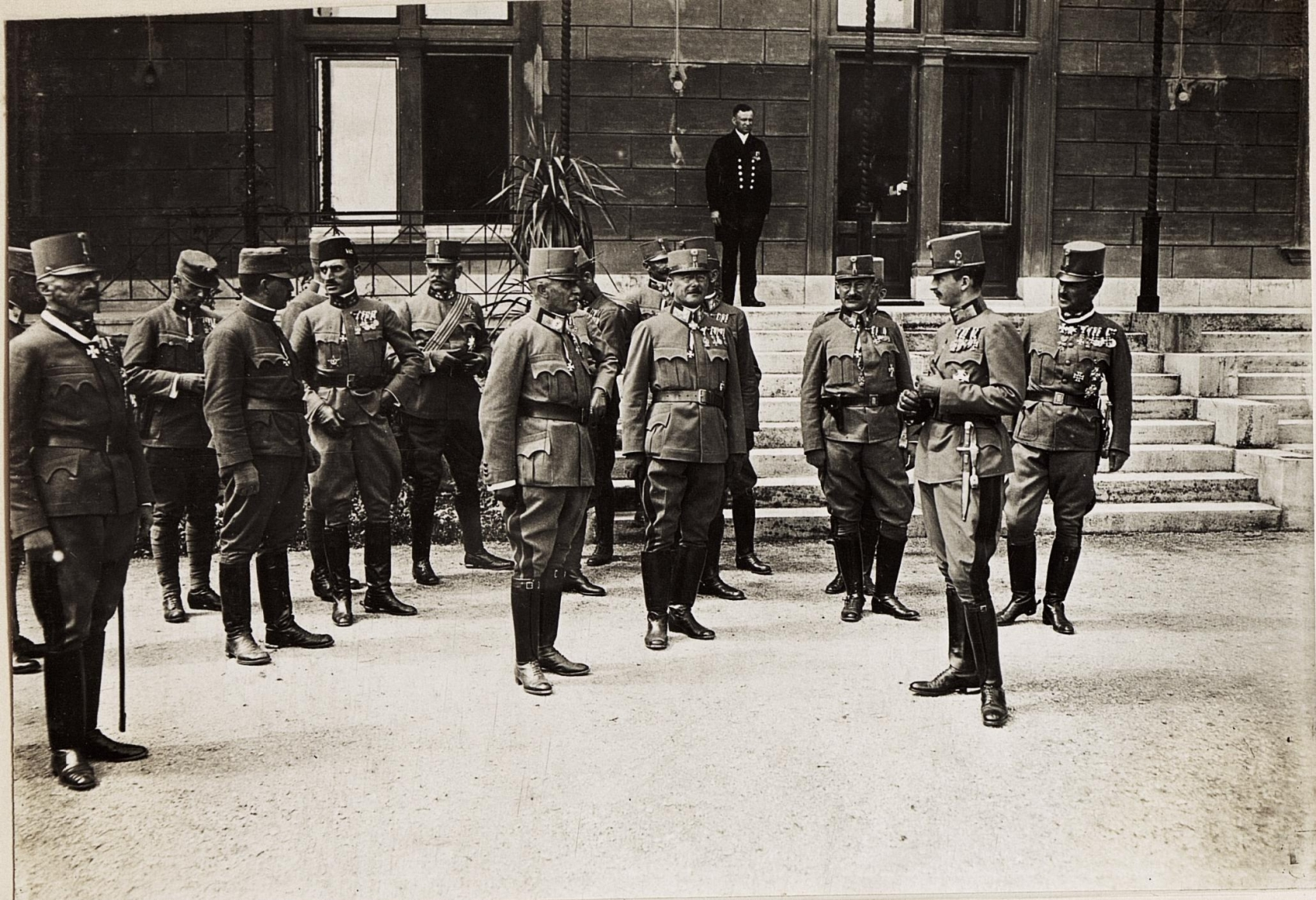
Udílení Řádu Marie Terezie (1917), druhý zprava císař Karel I.

K datu 1. května 1911 byl povýšen do hodnosti generálmajora a převzal velení 15. pěší brigády v Bolzanu. V roce 1913 byl převelen do Lvova jako zástupce velitele 11. armádního sboru. Na začátku první světové války byl jmenován velitelem v Mukačevu s úkolem bránit uherskou hranici v Karpatech proti ruským vojskům. V listopadu 1914 se stal velitelem 55. pěší divize a byl povýšen do hodnosti polního podmaršála. V prosinci 1914 se stal velitelem armádního sboru složeného z rakousko-uherských a německých jednotek a kombinovaného z různých zbraní, sbor nesl jeho jméno (Korps Hofmann). Jeho největším úspěchem bylo v lednu 1915 dobytí Užockého průsmyku, který musela vyklidit ruská armáda. Během roku 1915 pak ve spolupráci s německým generálem Linsingenem bojoval v bitvě u Gorlice a následné ofenzívě v severní Haliči. V únoru 1917 byly jeho jednotky přejmenovány na 25. armádní sbor a s ním se zúčastnil dalších bojů na východní frontě. K datu 1. února 1918 byl povýšen do hodnosti generála pěchoty. Do konce války zůstal jako jeden z velitelů okupované Ukrajiny. V armádě byl penzionován k datu 1. ledna 1919, zbytek života strávil v soukromí v Linzi a ve Vídni, kde také zemřel.

## Tituly a ocenění
Během vojenské služby obdržel řadu ocenění v Rakousku-Uhersku i od spojeneckých panovníků. Nejvyššího vyznamenání dosáhl v roce 1917 v podobě rytířského kříže prestižního Vojenského řádu Marie Terezie. Řád převzal osobně z rukou Karla I. při 180. řádové promoci v císařské vile Wartholz 14. srpna 1917. Na základě řádových stanov měl nárok na povýšení do stavu svobodných pánů, který mu byl osobním císařským rozhodnutím udělen o tři dny později (17. srpna 1917). Formality spojené s vydáním příslušného diplomu však do zániku monarchie nebyly dokončeny.,

### Rakousko-Uhersko
- Jubilejní pamětní medaile (1898)
- Bronzová vojenská záslužná medaile (1904)
- Vojenský jubilejní kříž (1908)
- Řád železné koruny III. třídy (1909)
- Mobilizační kříž (1913)
- Řád železné koruny II. třídy s válečnou dekorací (1914)
- Řád železné koruny I. třídy s válečnou dekorací (1915)
- Vyznamenání za zásluhy o Červený kříž s válečnou dekorací (1915)
- Vojenský záslužný kříž II. třídy s válečnou dekorací (1915)
- Leopoldův řád I. třídy s válečnou dekorací (1917)
- rytíř Vojenského řádu Marie Terezie (1917)
- Stříbrná vojenská záslužná medaile (1918)

### Zahraničí
- Vojenský záslužný řád II. třídy (1895, Bavorsko)
- Železný kříž II. třídy (1915, Německo)
- Železný kříž I. třídy (1915, Německo)
- Vojenský záslužný řád I. třídy s meči (1916, Bavorsko)